# Isla Burgh
La isla Burgh (en inglés, Burgh Island) es una pequeña isla mareal frente a la costa meridional de Devon en Inglaterra cerca del pequeño pueblo costero de Bigbury on Sea. Hay varios edificios en la isla, y el más grande de ellos es el hotel Burgh Island de estilo Art Deco. Los otros edificios son tres casas particulares, y un pub, The Pilchard Inn, que lleva el hotel. 

## Historia
La historia antigua de la isla no está clara, sin embargo se la menciona en los primeros documentos y en mapas como la St Michael's Island ("Isla de san Miguel"). Más tarde el mismo cambió a Borough Island ("Isla de Borough"), lo que con el tiempo se corrompió a Burgh.  En 1908 una postal producida por Stengel & Co Ltd de Londres la menciona por el nombre de "Burr Island". Un mapa publicado en 1765 muestra "Borough or Bur Isle". En fechas más recientes como 1947, en un mapa de la Ordnance Survey aparece como "Borough Island".
Se cree que un monasterio se estableció en la isla, la mayor parte de sus restos pueden quedar bajo el actual hotel. Una población pequeña de pescadores, quizá de manera estacional, ocuparon la isla después de la disolución del monasterio, especializándose en la pesca de sardina.[cita requerida] Hay restos de una capilla en lo alto de la isla, que más tarde se convirtió en una cabaña de pescadores.
La autora británica Agatha Christie se alojó en esta isla, lo que le llevó a la inspiración para la redacción de dos de sus obras maestras: "Diez Negritos" y "Muerte bajo el sol"